# Derecho de asilo en la Unión Europea

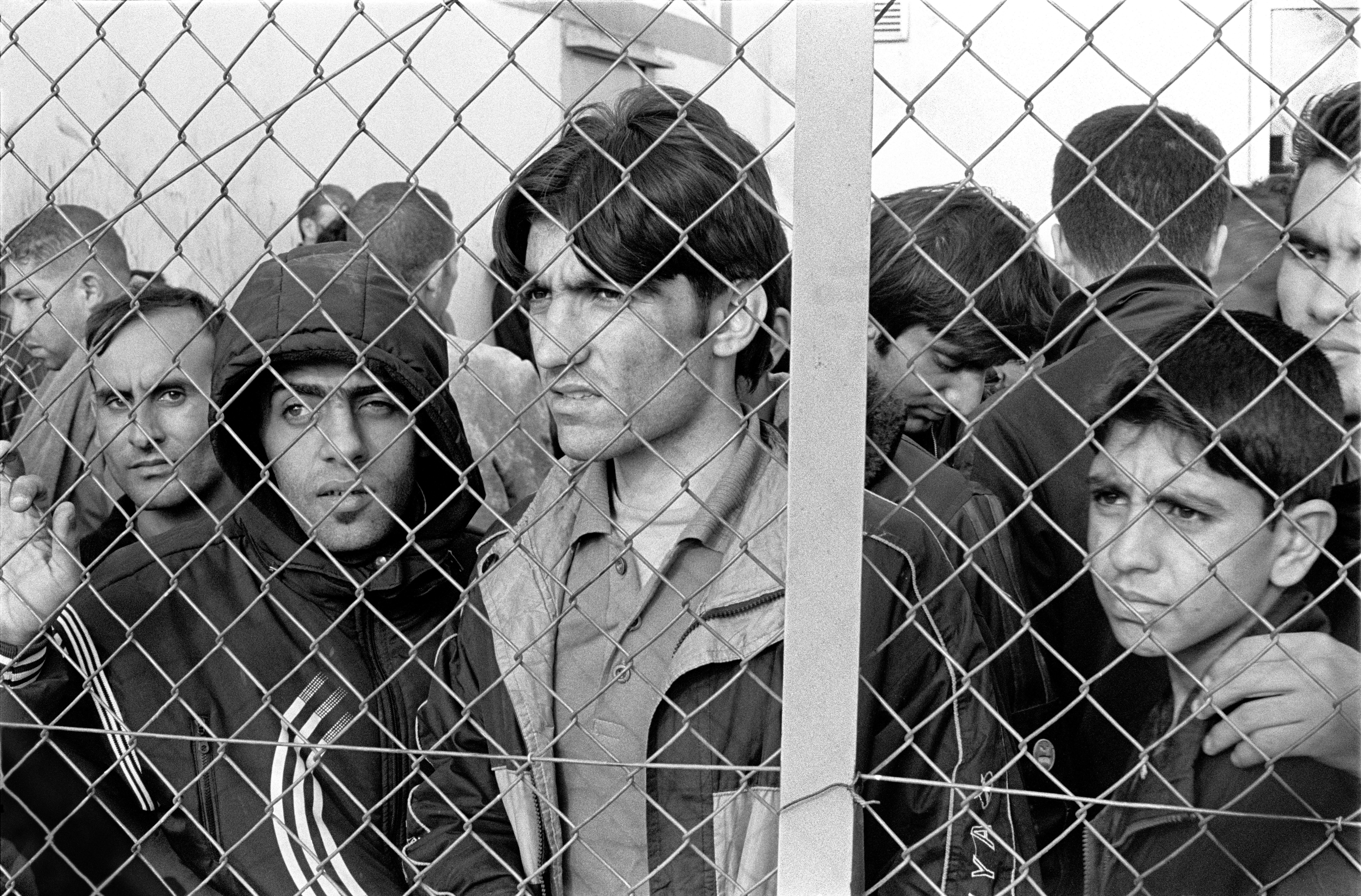
Migrantes y refugiados internados en el centro de detención de Fylakio en Tracia, Grecia.

El derecho de asilo en la Unión Europea se formó a mitad del siglo XX entre sus Estados miembros tras la aplicación de la Convención sobre el Estatuto de los Refugiados de 28 de julio de 1951. Se desarrolla como resultado de las políticas comunes en la década de 1990 en relación con la creación del espacio de Schengen. La UE ha creado una política común de asilo para que los solicitantes de asilo rechazados en un país no lo vuelvan a solicitar en otro país del espacio de Schengen. Esta política común se inició con el Convención de Dublín en 1990. Esta política continuó con la creación de la base de datos Eurodac y la ejecución del Reglamento Dublín II en 2003 y que continúa en la actualidad (en octubre de 2009 se adoptan dos propuestas de la Comisión Europea).

## Externalización del asilo
La externalización del asilo es un tipo de política de inmigración adoptada por los Estados miembros de la Unión Europea, consistente en registrar la ubicación de la recepción y alojamiento de los solicitantes de asilo y el procesamiento de sus solicitudes de asilo, en lugares cerca de las fronteras de la UE o en países fuera de la UE, de donde son originarios los solicitantes o por los que tienen que atravesar. Estas políticas están vigentes en las transformaciones de los procedimientos de adjudicación de asilo. Después de un intento de reubicación de los procedimientos de asilo en la frontera o centros fronterizos, en el año 2003, estas políticas han dado lugar en Europa a la proliferación de campos de exiliados en y alrededor de la Unión Europea; la presión sobre los países vecinos para desarrollar sistemas para examinar adecuadamente las solicitudes de asilo en sus territorios y una radicalización de políticas antimigratorias en los países vecinos y de la frontera común de la Unión Europea.

## Compra del derecho de asilo
Dentro de las definiciones internas de las instituciones europeas, la expresión compra del derecho de asilo designa la práctica que consiste, por parte de los solicitantes de asilo que demandan asilo, al desear elegir un país distinto al prescrito por la normativa con el fin de solicitar el asilo político; a fin de elegir el país que ofrecerá las mejores condiciones de recepción o de presentar una solicitud en otro país después de ser despedido. Este término se utiliza para el tratamiento de algunos solicitantes de asilo (incluida la asistencia social. Uno de los objetivos de la Cooperación policial y judicial en materia penal es evitar esta práctica. Esta definición aparece en los documentos oficiales, artículos de periódicos, análisis, etc. La búsqueda de un país se practica por parte de un 12% de los solicitantes de asilo, según el ex comisario europeo de Justicia Franco Frattini.
El término se utiliza sobre todo en el contexto de la Unión Europea y espacio de Schengen, pero ha sido utilizada por el Tribunal Federal de Canadá. El término es polémico ya que implica un abuso del proceso de asilo.
La Convención de Dublín establece que un solicitante de asilo es devuelto al país donde entró por primera vez el espacio de Schengen. Otro de los objetivos de esta política es evitar que el solicitante de asilo en órbita, que denomina la situación en que a un solicitante de asilo se le traslada entre los Estados, de los cuales ninguno está dispuesto a concederle el asilo.

## Disparidades entre los Estados miembros de la Unión Europea
Las diferencias entre las legislaciones de los distintos Estados miembros son la principal causa de que los refugiados deseen elegir su país de acogida, de hecho, algunos estados dan la condición de refugiado a la mayoría de los solicitantes, mientras que otros conceden menos 1% de las solicitudes. Reglamento Dublín II permite a un Estado la restitución de un solicitante de asilo al primer Estado miembro donde ha transitado. Esto se llama readmisión. Esta disposición se estableció para espolear a los estados fronterizos en sus controles de frontera. El efecto principal de esta medida es un número mayor de solicitudes de asilo en los estados fronterizos (por ejemplo, Grecia, Eslovaquia, Polonia o Malta) y que en algunos casos, solicitantes derivados desde países vecinos, como Ucrania, Turquía o Rusia donde el sistema de reconocimiento de la condición de refugiado es a menudo defectuosa.
ACNUR ha pedido recientemente a la Unión Europea que no devuelva a los solicitantes de asilo iraquíes a Grecia.

## Legislaciones restrictivas
Oficialmente, inmersa en la lucha contra el fraude, la mayoría de los Estados europeos han llevado a cabo políticas restrictivas, como el Reino Unido (Ley de Fronteras Británicas de 2007, etc.), los Países Bajos, que han adoptado la Ley de Extranjería en abril de 2001, Italia, con la ley "Bossi-Fini", en julio de 2002, o Francia, con diferentes leyes en 2003, 2006 (ley de 24 de julio de 2006) y 2007 (Ley de 20 de noviembre de 2007). Estas medidas han reducido el número de funciones de la Documentación sobre los Refugiados.
Como parte de la aprobación en primera lectura de cuatro informes codecisión, entre el 4 y 7 de mayo de 2009, los eurodiputados votaron en 7 de mayo de 2009 el "Paquete de Asilo". Esto incluye una propuesta de revisión de la "casa" y otra propuesta para mejorar el sistema de Dublín. La Comisión también propone la revisión de la normativa Eurodac (base de datos biométricos) y crear una Oficina Europea de Apoyo en materia de Asilo, en parte financiados con fondos previamente otorgados al Fondo europeo para los Refugiados, cuya tarea será ayudar a los Estados miembros en la gestión de las solicitudes de asilo.

## Críticas
La Unión Europea ha fijado la meta de establecer un verdadero sistema europeo común de asilo en 2012. En abril de 2011, el Parlamento Europeo votó en sesión plenaria un texto relativo a los procedimientos comunes para conceder o retirar la condición de asilado. La eurodiputada socialista Sylvie Guillaume llama a este informe "piedra angular para el paquete de asilo" y considera "esencial" el diálogo que continuaría en los próximos meses entre el Consejo y el Parlamento Europeo. El desafío para la izquierda es armonizar los procedimientos para asegurar el correcto procesamiento y aplicaciones similares del derecho asilo en Europa. El informe, aprobado por el Parlamento Europeo, refuerza las garantías previstas para los solicitantes de asilo como el derecho a la asistencia jurídica gratuita y una mejor consideración de los solicitantes vulnerables (menores no acompañados...) y un marco de tiempo para la apelación. «Se envía una fuerte señal a la Comisión Europea».
El paquet asile, adoptado en 2009, fue objeto de numerosas críticas, especialmente desde la izquierda del Parlamento Europeo, ya que no resuelve todo: Todavía hay "grandes diferencias en las prácticas de los Estados miembros en los procedimientos y la aceptación de peticiones ". Por último, según los socialistas, la armonización de los procedimientos de asilo crearía un tiempo efectivo y la reducción de costes de los procedimientos.